# 핸콕 (영화)
《핸콕》(영어: Hancock)은 2008년 개봉한 미국의 슈퍼히어로 코미디 영화이다. 윌 스미스가 주인공 존 행콕 역으로 출연하였다.
평단의 반응은 엇갈렸으나 흥행에 성공하여 2008년도 미국 내 전체 흥행 4위를 차지하였다.

## 줄거리
“슈퍼히어로”로서의 힘을 모두 갖춘 행콕(핸콕). 하지만 행콕은 방탕하게 생활하는 한편 까칠하고 제멋대로인 성격을 지녀 환영받지 못하고 안티 히어로 신세로 지낸다.
어느 날 행콕의 능력 덕분에 목숨을 건지게 된 레이는 좋은 능력과 자질을 가졌지만 사람들에게 외면을 받는 행콕을 안타깝게 여기며 은혜를 갚고 싶다는 명목으로 그를 개과천선시키려 한다. 행콕은 죽어도 싫다고 펄쩍 뛰지만 결국 레이가 시키는 대로 자수하고 정신과 치료를 받기 시작한다. 그렇게 시간이 흘러 행콕은 달라지고, 사람들 역시 그를 다르게 대하기 시작한다.
하지만 이런 행콕을 탐탁치 않게 여기는 이가 있었으니 바로 레이의 아내 메리. 그녀는 행콕이 남편 레이에게 초대를 받아 처음 집에 왔을 때도 빨리 집에서 보내라고 레이에게 눈치를 주었고, 이를 수상하게 여긴 행콕은 메리를 예의주시하게 된다.
그렇게 행콕은 레이 몰래 메리에 관한 엄청난 사실을 알아내게 되는데, 바로 메리 역시 자신과 같은 능력자라는 것이다! 이후 메리는 자신들이 가진 능력의 비밀을 실토한다. 그것은 바로 두 사람이 계속 가까이 하면 초능력이 사라져 사망에 이른다는 것.
그 직후 메리의 말대로 행콕의 초능력이 약해지고, 알 수 없는 일이 벌어지기 시작한다.

## 출연진
- 윌 스미스 - 존 행콕 역
- 샬리즈 세런 - 메리 엠브리 역
- 제이슨 베이트먼 - 레이 엠브리 역
- 제이 헤드 - 에런 엠브리 역
- 에디 마선 - 케네스 “레드” 파커 주니어 역